# زنگ تفریح (آلبوم)
«زنگ تفریح» (به انگلیسی: Recess) آلبومی از هنرمند اهل ایالات متحده آمریکا اسکریلکس است که در  ۱۴ مارس ۲۰۱۴ منتشر شد.
این آلبوم در چارت‌های استرالیا، نیوزلند جزو ده آلبوم اول قرار گرفت.